# Inonotus obliquus
Polypore incrusté, Polypore oblique, Chaga
Espèce
Synonymes
- Boletus obliquus Pers. (basionyme)[1]
- Fomes igniarius f. sterilis Vanin[1]
- Fomes obliquus (Fr.) Cooke[1]
- Fuscoporia obliqua (Fr.) Aoshima[1]
- Mucronoporus obliqua (Fr.) Ellis & Everh.[1]
- Mucronoporus obliquus (Ach. ex Pers.) Ellis & Everh., 1889[1]
- Phaeoporus obliquus (Fr.) J.Schröt.[1]
- Phaeoporus obliquus f. sterilis (Vanin) Spirin, Zmitr. & Malysheva[1]
- Phellinus obliquus (Fr.) Pat.[1]
- Phellinus obliquus var. antillarum Pat.[1]
- Physisporus obliquus (Fr.) Chevall.[1]
- Physisporus obliquus (Pers.) Gillet[1]
- Polyporus obliquus Fr.[1]
- Poria obliqua (Fr.) P.Karst.[1]
- Poria obliqua (Pers.) Quél.[1]
- Scindalma obliquum (Fr.) Kuntze[1]
- Xanthochrous obliquus (Fr.) Bourdot & Galzin[1]
- Xanthoporia obliqua (Pers.) Murrill[1]

Inonotus obliquus, le Polypore incrusté ou Polypore oblique, est une espèce de champignons (Fungi) basidiomycètes du genre Inonotus de l'ordre des Hymenochaetales, pour la plupart nommés en français polypores. Il s'agit d'un champignon lignivore parasite, agent de la pourriture fibreuse, principalement des bouleaux et plus rarement d'autres feuillus, vivant essentiellement au sein de la taïga dans la zone septentrionale de l'hémisphère Nord. Cette espèce présente deux formes distinctes : un chancre stérile protubérant et bien visible à l'apparence du charbon de bois brûlé et un basidiome fertile ressemblant à une large croûte brune, se développant sous l'écorce et peu visible. Sa présence conduit irrémédiablement à la mort de l'arbre. Cette espèce est utilisée sous sa forme de chancre, nommée Chaga, en tant que champignon médicinal et fait partie de l'usage traditionnel de certaines populations de Russie et de quelques peuples autochtones du Canada ainsi que de la pharmacopée d'État russe. Nombre de ses usages sont confirmés par des études scientifiques qui affirment des propriétés anti-inflammatoire, antioxydante, immunomodulatrice, hypoglycémiante et anticancéreuse. Cependant, son innocuité reste à démontrer.

## Taxinomie et systématique

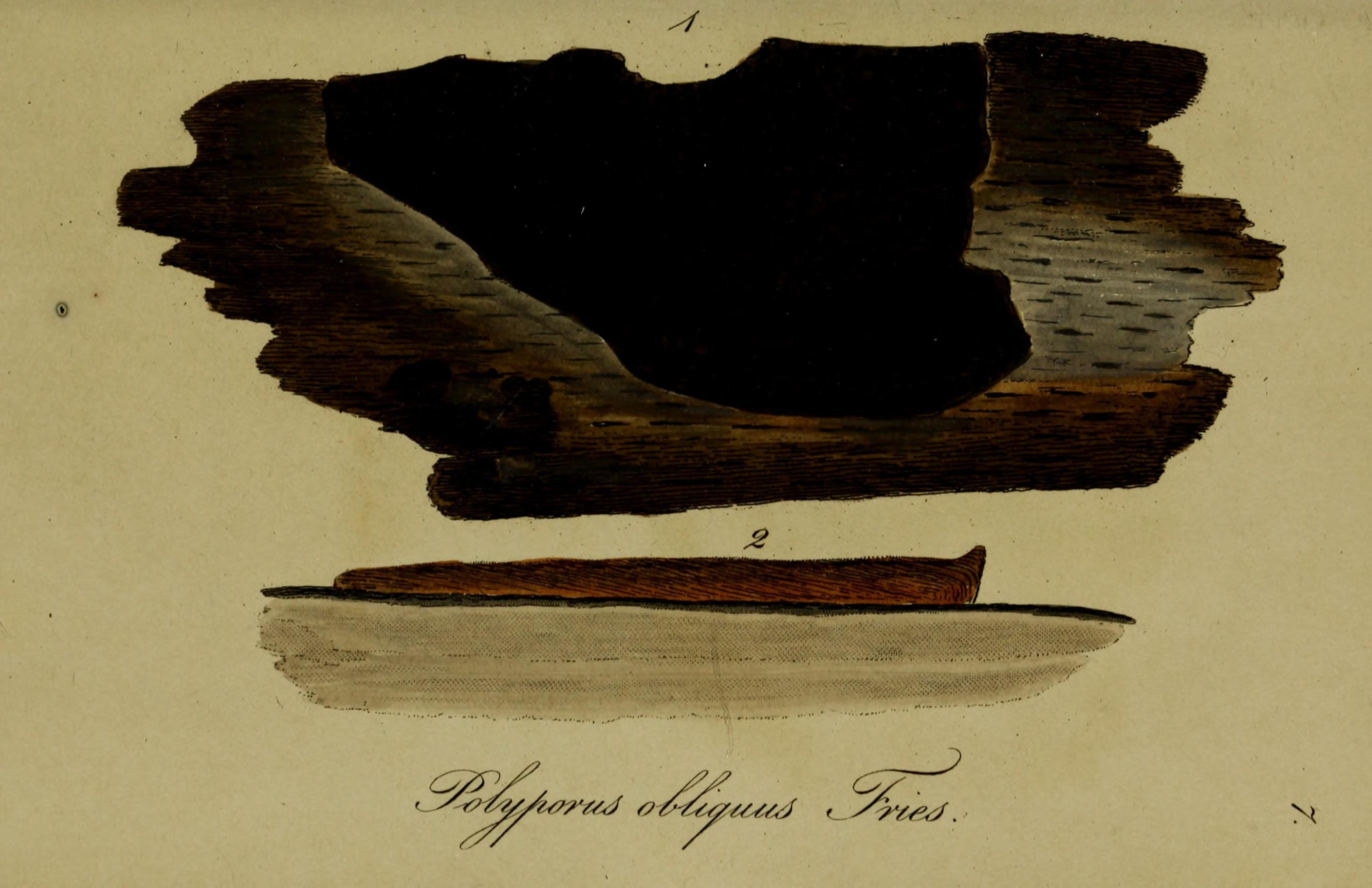
Inonotus obliquus: Fig. 1 le champignon vu d'en haut ; Fig. 2 : Coupe transversale (illustration botanique de Jakob Sturm).

Pour un article plus général, voir Taxinomie et systématique des champignons.

### Dénominations scientifiques
Cette espèce est décrite en 1801 par le mycologue parisien d'origine sud-africaine Christiaan Hendrik Persoon sous le nom binomial Boletus obliquus, un choix sanctionné par le Suédois Elias Magnus Fries en 1821 qui la déplace dans le genre Polyporus. Enfin, elle est assignée au genre Inonotus en 1942 par le Tchèque Albert Pilát.
Étymologiquement, le terme « inonotus » est construit à partir du grec ancien ἴνος, inos, gérondif de ἴς, is (« fibre ») et de οὖς, ὠτός, oûs, ôtós (« oreille ») à cause de la consistance fibreuse et de l'aspect similaire à une oreille de l'espèce-type Inonotus cuticularis. Quant à l'épithète spécifique « obliquus », elle provient du latin signifiant « oblique », à cause des tubes de l'hyménium souvent penchés

### Dénominations en français
En français, cette espèce porte les noms vulgarisés et normalisés « Polypore incrusté, » et « Polypore oblique ». Les forestiers Canadiens francophones nomment le chancre « Charbon » alors que dans son usage médicinal, il est appelé « Chaga », d'après la latinisation de la dénomination russe « чага » (tchaga) qui serait elle-même une déformation du vieux-slave « gaga ». Dans son ouvrage Le Pavillon des cancéreux écrit dans les années 1960, le Russe Alexandre Soljenitsyne y fait référence, d'où le nom donné parfois à cette espèce : « champignon de Soljenitsyne »,.

### Dénominations dans les autres langues
Inonotus obliquus est nommé « pakurikääpä » en finnois, « чага » (tchaga) en russe,, « tschagapilz » en Allemand, « Bai Hua Rong » en chinois, « 자작나무시루뻔버섯 » (JaJakNaMu SiRuBbeon BeoSeot) en coréen, « カバノアナタケ » (Kabanoanakake) en japonais, « chaga », « clinker polypore », « clinker fungus », « cinder conk » et « black mass » en anglais, « Saagaategan » (signifiant « dans la lumière ») en oji-cri ainsi que « mii'hlw » et « tiiuxw » en gitksan, « dicic'ah ci'ists'o' » et « tl'eyhtse » en wet'suwet'en et « k' atnitsayi » en Dena'ina.

### Systématique
Dans les années 2000, les recherches phylogénétiques provoquent une réorganisation complète de l'ordre des Hymenochaetales et particulièrement des genres Phellinus  et Inonotus, ces ensembles étant alors incohérents car issus d'ancêtres différents. Ces études démontrent qu'I. obliquus est un parent du genre Inonotus dans son sens strict et qu'il est génétiquement très proche d'Inonotus ulmicola, le Polypore de l'orme.

### Formes
Par opposition à l'étape de développement fertile, l'étape stérile est considérée comme une forme à part entière dénommée Inonotus obliquus f. sterilis.
- Inonotus obliquus f. obliquus : basidiome, étape de développement fertile, considéré comme la forme type.
- Inonotus obliquus f. sterilis (Vanin) Balandaykin et Zmitr., 2015 : chancre, étape de développement stérile[2],[16].

## Description

### Macrologie

#### Forme stérile

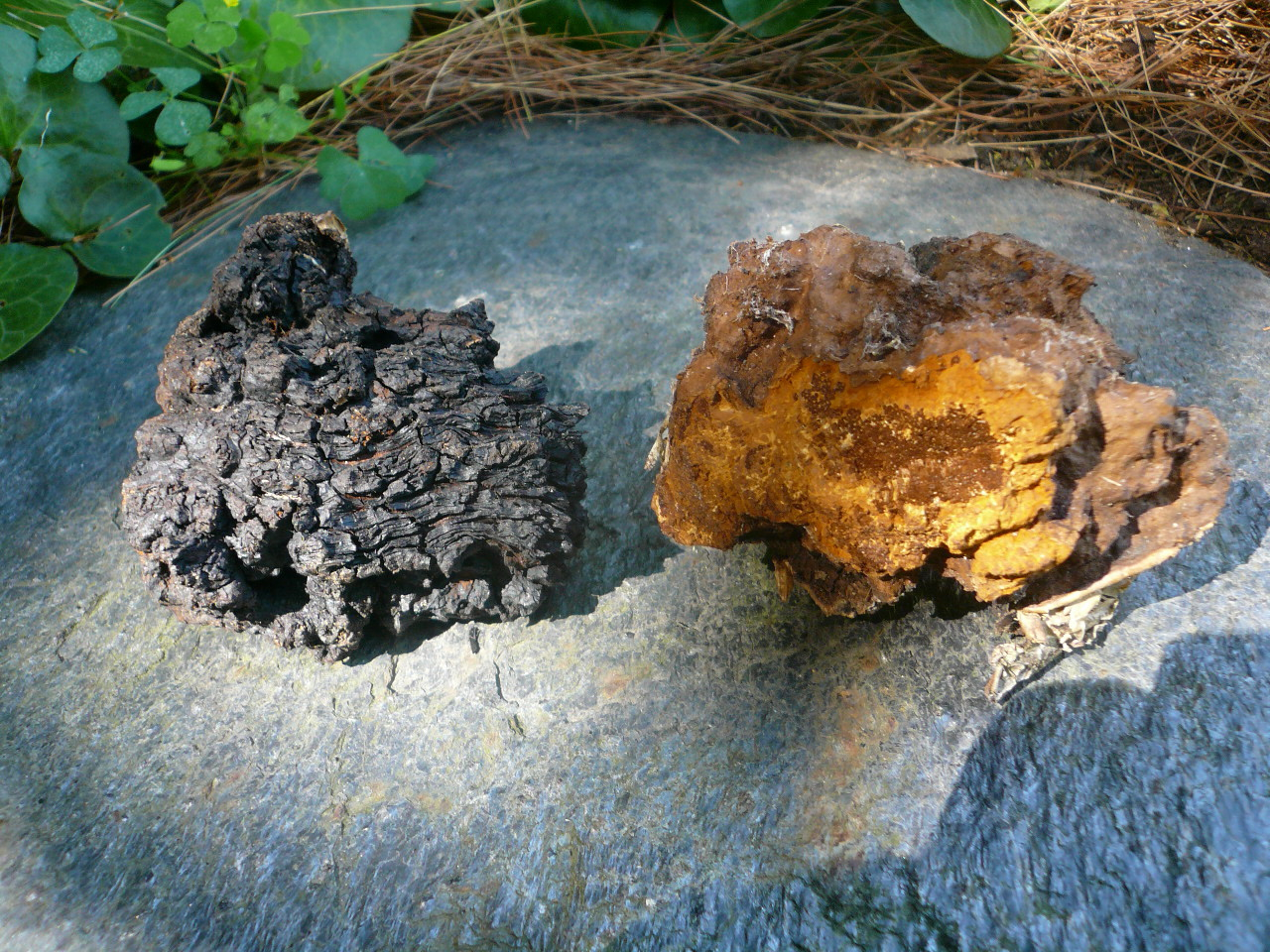
Chancre, forme stérile d'Inonotus obliquus, récolté pour ses propriétés médicinales et alors nommée « Chaga ».

La forme stérile, dite anamorphe et nommée Inonotus obliquus f. sterilis, est un chancre protubérant, pérenne, irrégulier et mesurant de 10 à 40 cm de hauteur et de largeur. Souvent creux sur sa base, il est dur et fortement ancré au tronc. Sa couche extérieure est rugueuse, profondément fissurée et colorée de brun foncé à brun rougeâtre ou prend l'apparence du charbon de bois brûlé se délitant en petits cubes. Ce noircissement extérieur est dû à la présence d'une quantité importante de mélanine. La partie intérieure est dure, granuleuse et colorée d'un brun jaunâtre parfois luisant ou d'un brun orangé à brun rouille, veiné d'un blanc jaunâtre. La partie du tronc à proximité du chancre est souvent gonflée alors que l'écorce s'épaissit jusqu'à trois fois sa taille normale. Ce chancre peut être considéré comme un sclérote, un organe de réserve permettant au champignon de resister aux conditions climatiques difficiles,,,,,.
Ce chancre est formé de tissus de l'arbre hypertrophiés et dans une moindre mesure d'hyphes d'Inonotus obliquus, ces derniers prenant la forme de veines plus ou moins dorées. Sa chair noircit en présence d'hydroxyde de potassium, ce qui est un critère d'identification utile en cas de doute. Il produit des spores végétatives nommées chlamydospores,.

#### Forme fertile

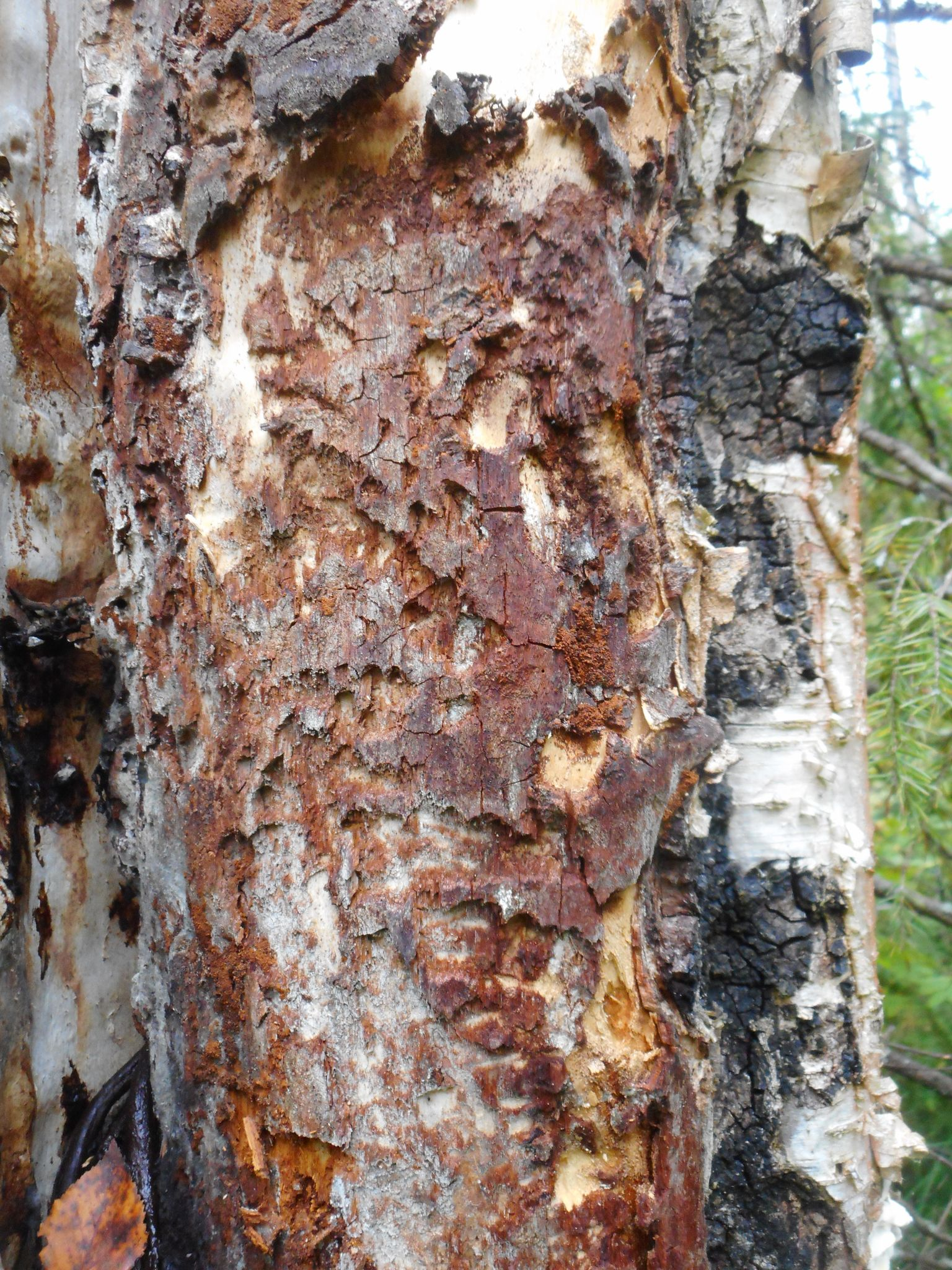
Basidiome d'Inonotus obliquus, forme fertile rapidement consommée par des insectes.

La forme fertile, dite téléomorphe et nommée Inonotus obliquus f. obliquus, produit une fine et large croûte brune poussant sous l'écorce. Plus précisément, il s'agit d'un basidiome, résupiné, mou, subéreux et coriace puis dur et cassant, mesurant de 30 à 150 cm de long pour 15 à 40 cm de large et une épaisseur de 1 à 25 mm. Les pores des tubes, à la surface miel à cannelle dorée, puis brun rougeâtre foncé, sont arrondis, ronds-angulaires, au nombre de 4 à 8 par millimètre ; les parois délimitant leurs ouvertures, les dissépiments, sont entières mais deviennent rapidement minces, lacérées et dentées. La partie située entre les tubes et le substrat, nommée subiculum, est très fine, parfois presque absente, d'une épaisseur de 1 à 3 mm, légèrement zonée et colorée d'un brun jaunâtre. Les tubes sont de la même couleur que la surface des pores, obliques, d'une épaisseur de 2 à 3 mm et recouverts d'une pruine blanchâtre et produisent une sporée jaune pâle à jaune verdâtre. L'ensemble présente une odeur faible et agréable ainsi qu'une saveur douce,,,.
La forme fertile peut être confondue avec Phellinus laevigatus, le Polypore lisse, qui produit un basidiome pérenne blanc et présente plusieurs couches de tubes superposées. Elle ressemble également beaucoup à Inonotus ulmicola, le Polypore de l'Orme, mais ce dernier s'en différencie par la présence de cystides (également considérées comme des soies) de très grandes dimensions au sein de l'hyménium, par l'absence de formation de chancre et par ses hôtes, les Ormes,.

### Micrologie
Dans la forme stérile, les veines dorées du chancre sont composées de filaments, nommés hyphes, mesurant généralement de 3 à 5 μm de diamètre et s'épaississant jusqu'à 8,5 μm près de la couche extérieure. Colorés d'un brun doré et densément imbriqués, ils présentent des tailles et des formes similaires à ceux présents dans le subiculum de la forme fertile, c'est-à-dire la partie croûteuse située contre le tronc. Ses chlamydospores, les spores végétatives, sont brunes, ovales, lisses et mesurent de 7 à 10 μm de long pour 3,5 à 5,5 μm de large,.
La forme fertile est un basidiome formé de longs filaments, nommés « hyphes génératrices ». Leurs cellules sont cloisonnées, ramifiées, à parois fines ou légèrement épaissies et sans boucles de conjugaison, ce dernier critère morphologique étant lié à leur type de croissance. Elles sont brun jaunâtre, très entrelacées, avec une disposition presque parallèle et un diamètre de 2 à 3 μm au bout des tubes et jusqu'à 7 à 8 μm dans le subiculum, la partie croûteuse située contre le tronc. L'hyménium présente des cystides à la paroi épaisse, brun rougeâtre, droites, plutôt ventriculaires avec une base élargie, dépassant légèrement de la couche hyméniale et mesurant 15 à 30 μm de long pour 5 à 9 μm de large. Du fait de leur forme simple, elles sont parfois considérées comme des soies. L'hyménium est également composé de basides clavées et non bouclées, mesurant de 15 à 20 μm de long pour 6 à 9 μm de large. Chacune d'entre elles produit quatre spores lisses, hyalines ou jaune pâle, largement ellipsoïdales à ovoïdes, mesurant de 8 à 10 μm de long pour 5 à 6,5 μm de large,,.

## Répartition
Inonotus obliquus pousse dans la région circumboréale à l'intérieur de la zone holarctique (toutes les régions terrestres au nord du tropique du Cancer), en zone montagneuse des régions méridionales jusqu'à la zone subarctique de l'hémisphère nord. Plus précisément, on le retrouve dans les forêts de Russie, de Chine, de Corée, dans l'Est de l'Europe du Nord, au Nord des États-Unis, dans les montagnes en Caroline du Nord et au Canada dont le Québec,.
Il s'agit par contre d'une espèce rare au Sud et au centre de l'Europe occidentale dont la France, la Belgique et la Suisse, ainsi qu'au Sud du continent où elle se réfugie dans les massifs montagneux comme les Alpes,. De ce fait, l'espèce est protégée en Suisse et en Espagne,.
La forme stérile, assez fréquente, est visible toute l'année tandis que la forme fertile, plus rare, est visible de juillet à novembre, tout en étant plus abondante durant la période estivale,.

## Écologie et Biologie

### Écologie

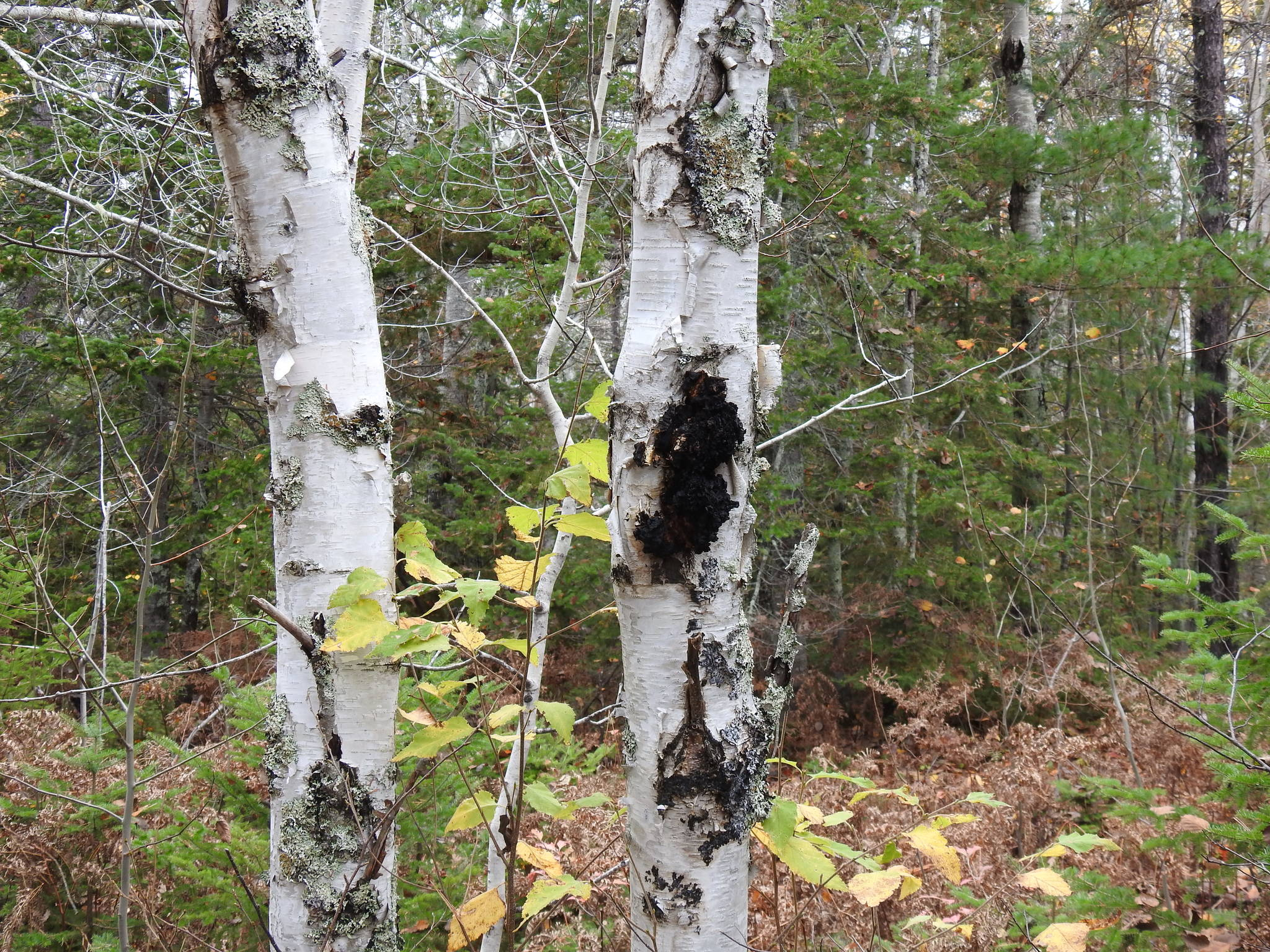
Chancre d'Inonotus obliquus sur un bouleau, forme stérile.

Le Polypore incrusté est un parasite des Bétulacées et des Fagacées, et pousse de préférence sur les Bouleaux dans la taïga dont le Bouleau verruqueux et le Bouleau pubescent en Eurasie et le Bouleau jaune, le Bouleau gris, le Bouleau à papier, le Bouleau fontinal et le Bouleau flexible en Amérique du Nord ainsi que sur le Hêtre dans les zones d'Europe centrale et méridionale. Il est plus rarement visible sur les Aulnes comme l'Aulne glutineux et l'Aulne rouge, les Érables, l'Ostryer de Virginie et le Peuplier baumier. Il n'est visible sur les Chênes uniquement en Eurasie,,,,. Cependant, les indications concernant les Aulnes en tant qu'arbres hôtes pourraient se référer à l'espèce Inonotus ulmicola ; de même que celles concernant les Érables et le Hêtre américain qui seraient dues à Inonotus glomeratus, dont la forme stérile est moins visible,.

### Cycle de vie
Pour un article plus général, voir Pourriture fibreuse.

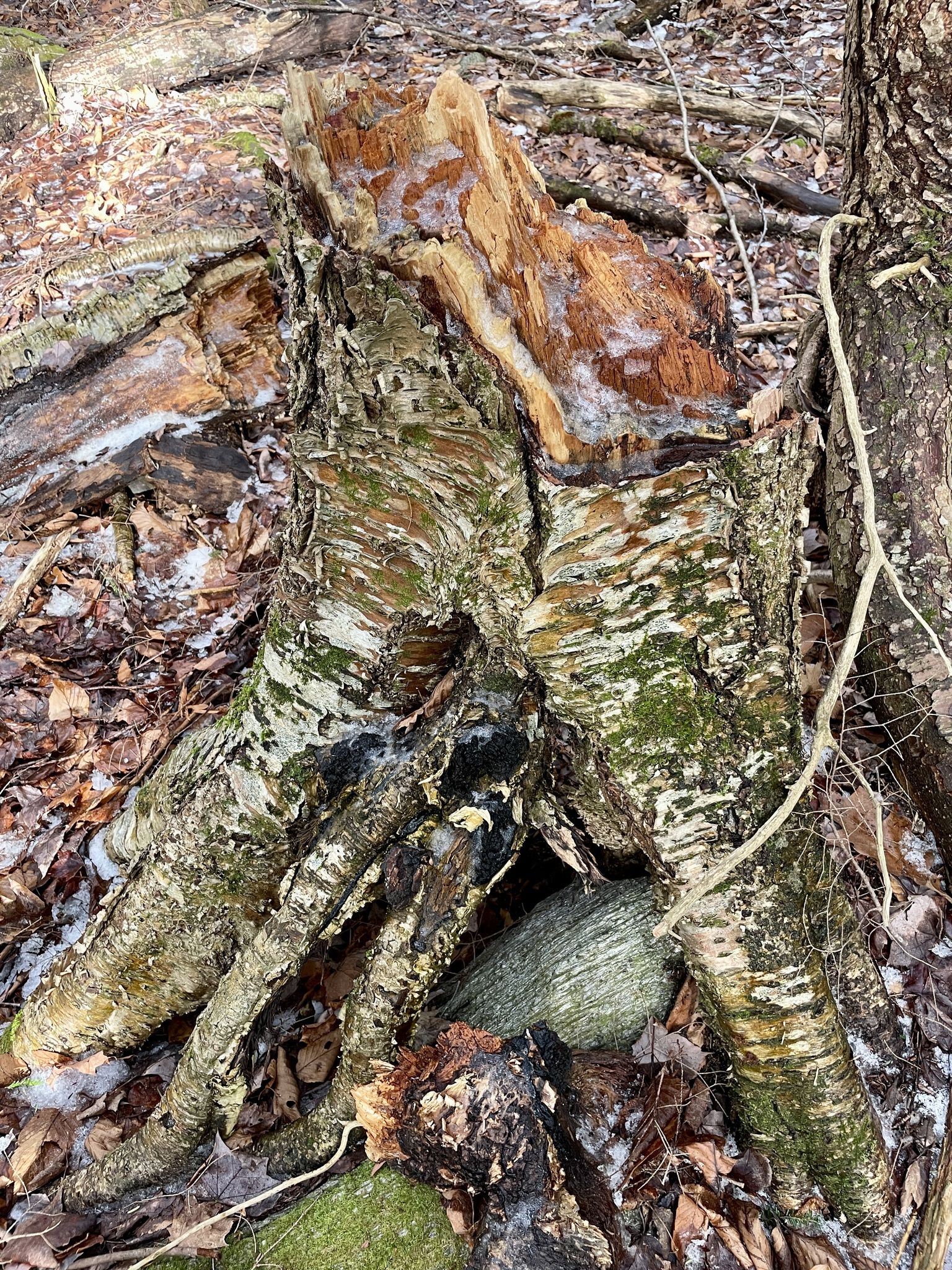
Pourriture fibreuse interne causée par Inonotus obliquus durant son développement végétatif.

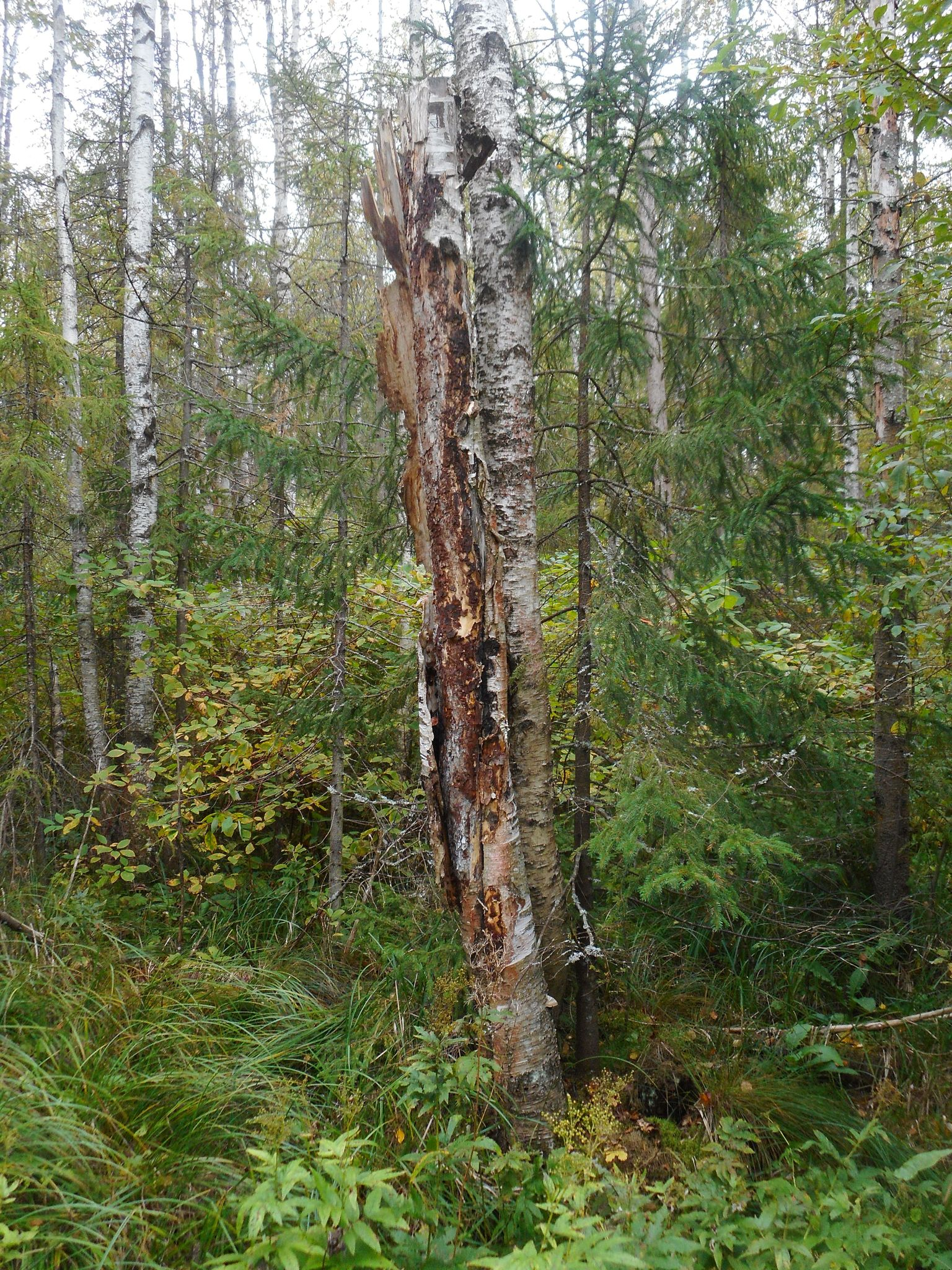
Arbre mort et stade fertile d'Inonotus obliquus.

Le Polypore incrusté s'introduit dans l'arbre vivant par une blessure préexistante provoquée par un chancre nectrien, la cassure d'une branche ou une craquelure de l'écorce. Il pénètre ensuite l'aubier puis initie son développement dans le cœur du tronc. Son mycélium y décompose la lignine et provoque la pourriture fibreuse. Pour ce faire, il détruit les protections mécaniques et chimiques de l'arbre et s'introduit dans les fissures du bois où il exerce une pression au niveau des cernes annuelles, ce qui détruit le cambium. Sa progression dans le tronc qui s’étend du cœur vers l'extérieur est d'une petite quarantaine de centimètres par an, ce qui est plutôt rapide comparativement à d'autres champignons ayant une stratégie identique. Le bois une fois envahi prend une couleur jaunâtre et une texture fibreuse voire spongieuse. Durant ce développement se produisent le long de l'arbre sur un à quatre mètres de haut, un à six chancres irréguliers et noirâtres. Il s'agit d'organes de reserve adaptés aux conditions climatiques difficiles ainsi que d'organes producteurs de spores végétatives. La présence de ces tissus hypertrophiés indique une atteinte parasitaire de l'arbre de 50 à 100 %. Le mycélium continue sa progression jusqu'à la partie périphérique vivante du tronc, l'aubier, où il affaiblit l'arbre jusqu'à le tuer. Cette étape dure jusqu'à quinze années. Une fois l'arbre mort et la chute ou non du tronc, le mycélium continue son développement pendant trois à quatre ans jusqu'à ce qu'apparaisse sous l'écorce la forme fertile : un basidiome en forme de croûte plate et brune, sa forme et sa taille dépendant de la direction de la progression du mycélium. À ce stade, l'écorce protectrice de l'arbre craquelle et se rompt sous la poussée du mycélium stérile puis chute pour laisser le basidiome bien visible,,,,,,. Un arbre infesté ne produit qu'un seul basidiome. Sa durée de vie est courte car il est rapidement consommé par les insectes, principalement des larves et des imagos de diptères et de coléoptères à l'instar de l'espèce patrimoniale Mycetophagus decempunctatus. Ces insectes pourraient être à l'origine de la dispersion des spores sexuées sur de nouveaux arbres,,,.

Inonotus obliquus, sous sa forme stérile
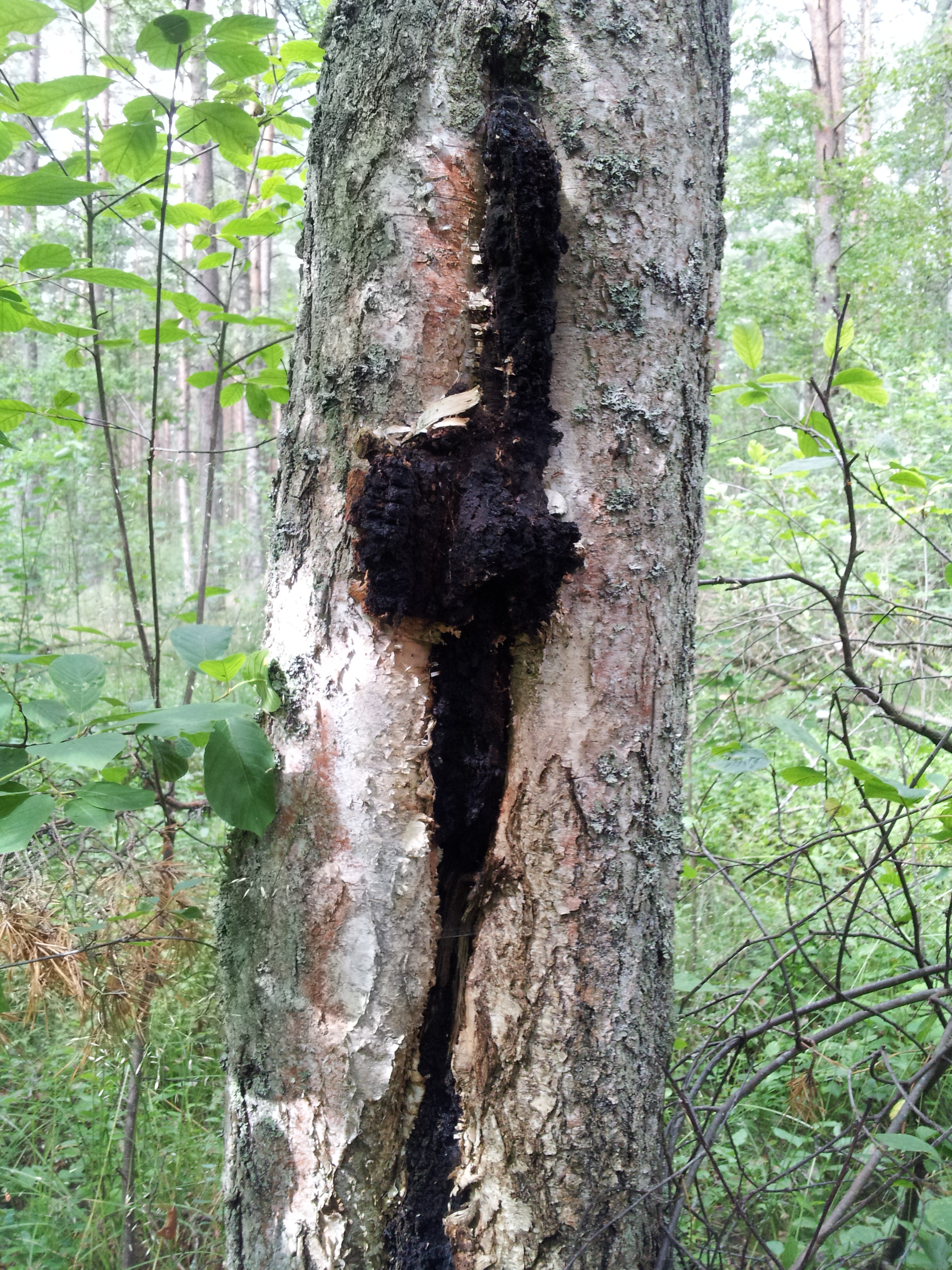
Vue générale d'un arbre colonisé.
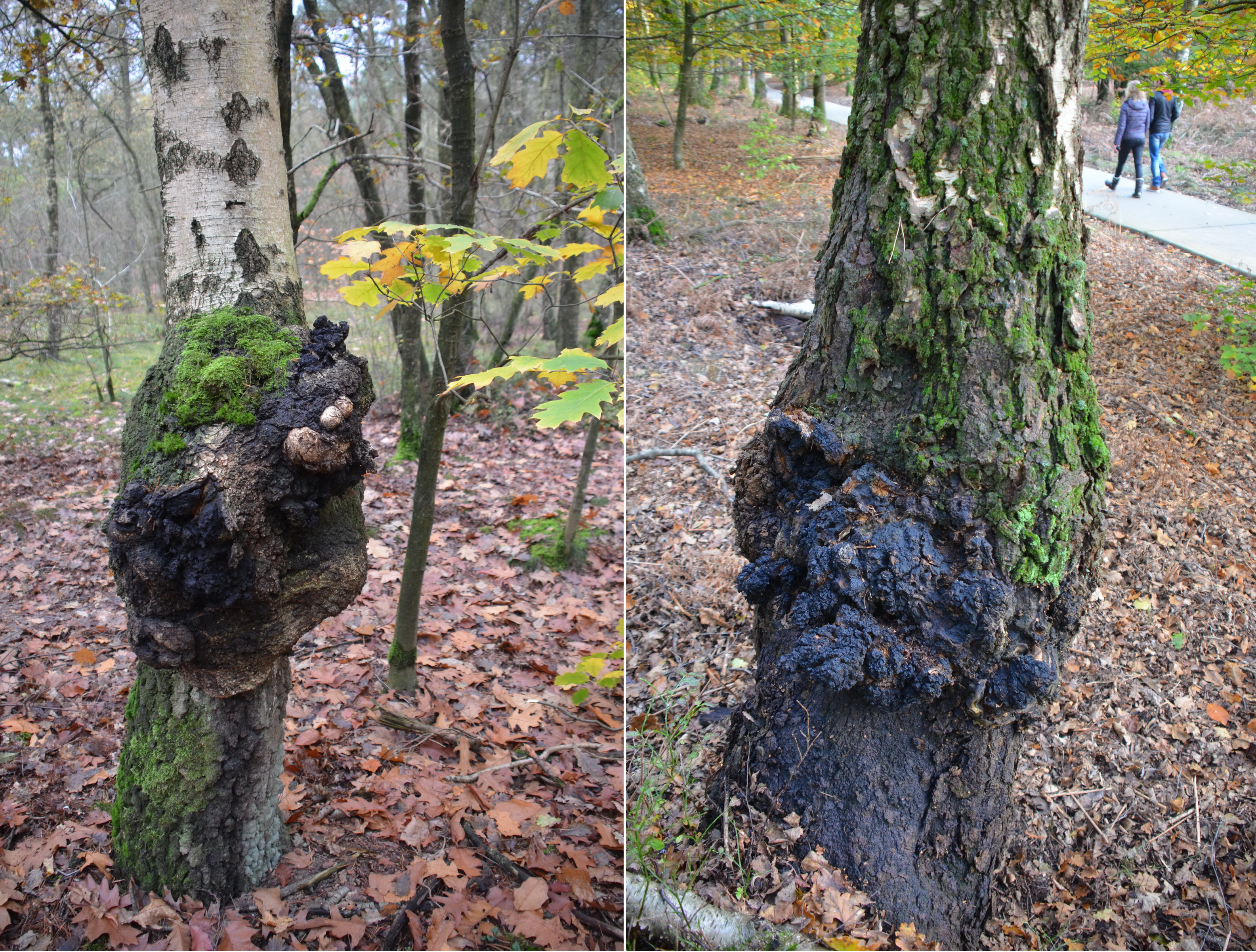
Chancre.
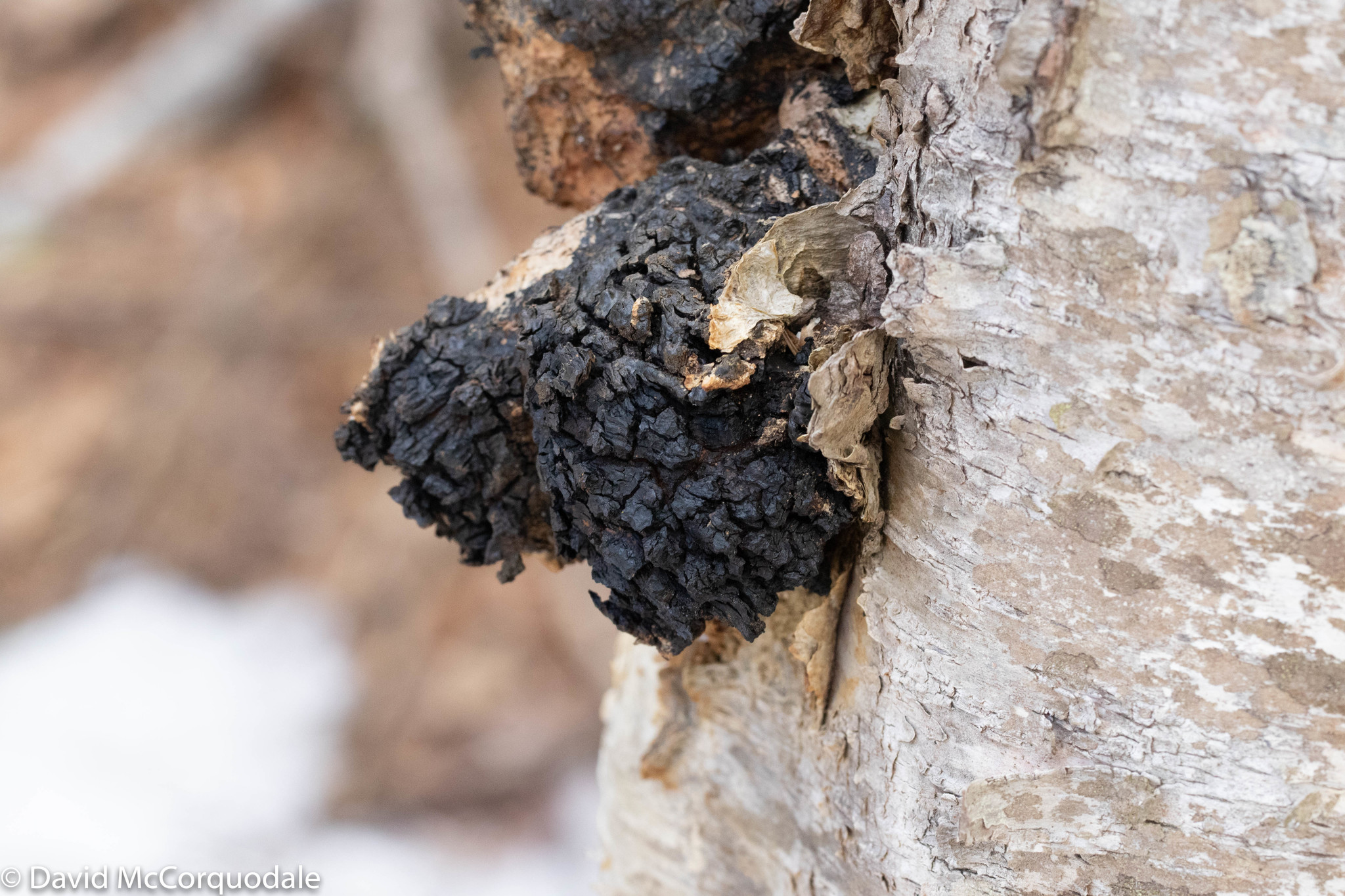
Chancre.
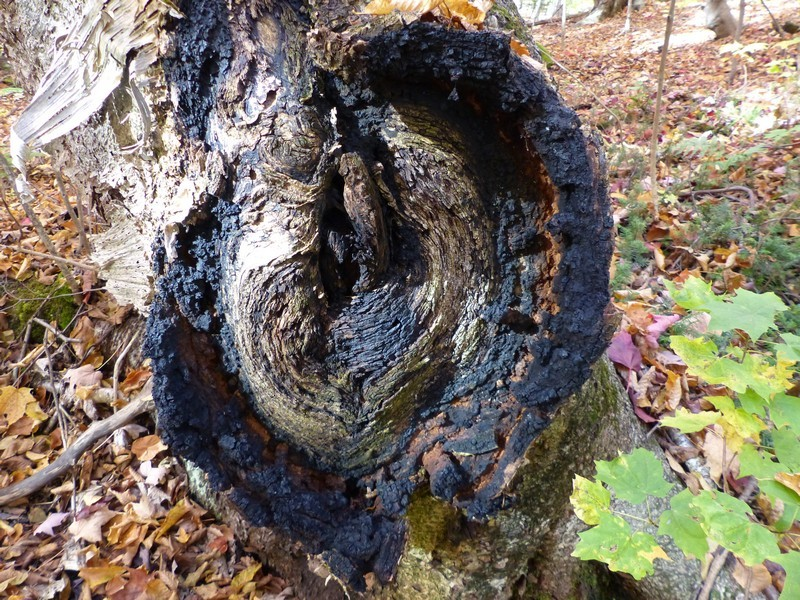
Chancre.
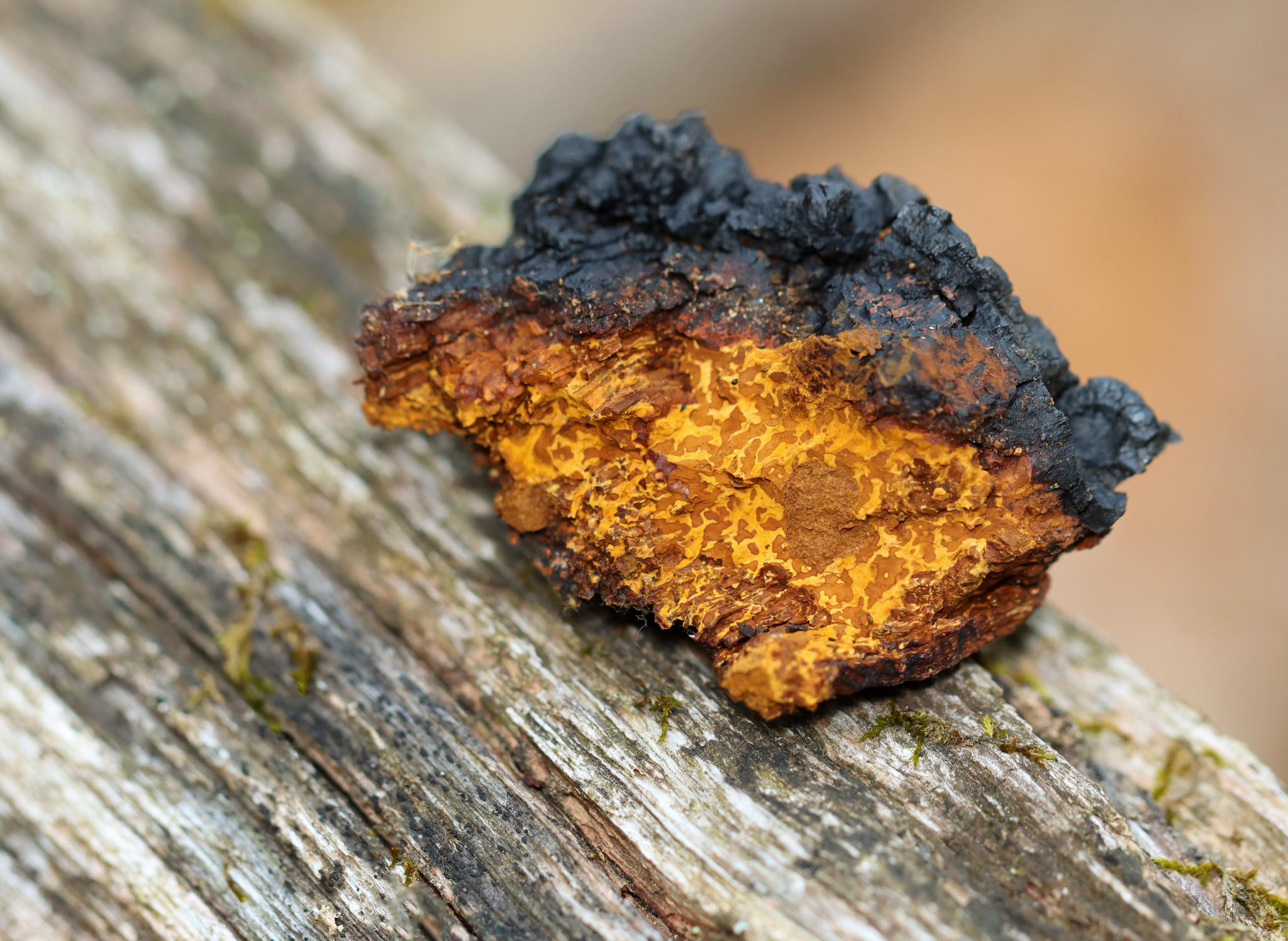
Chancre, partie interne.

Inonotus obliquus, sous sa forme fertile et arbre en cours de dégradation.
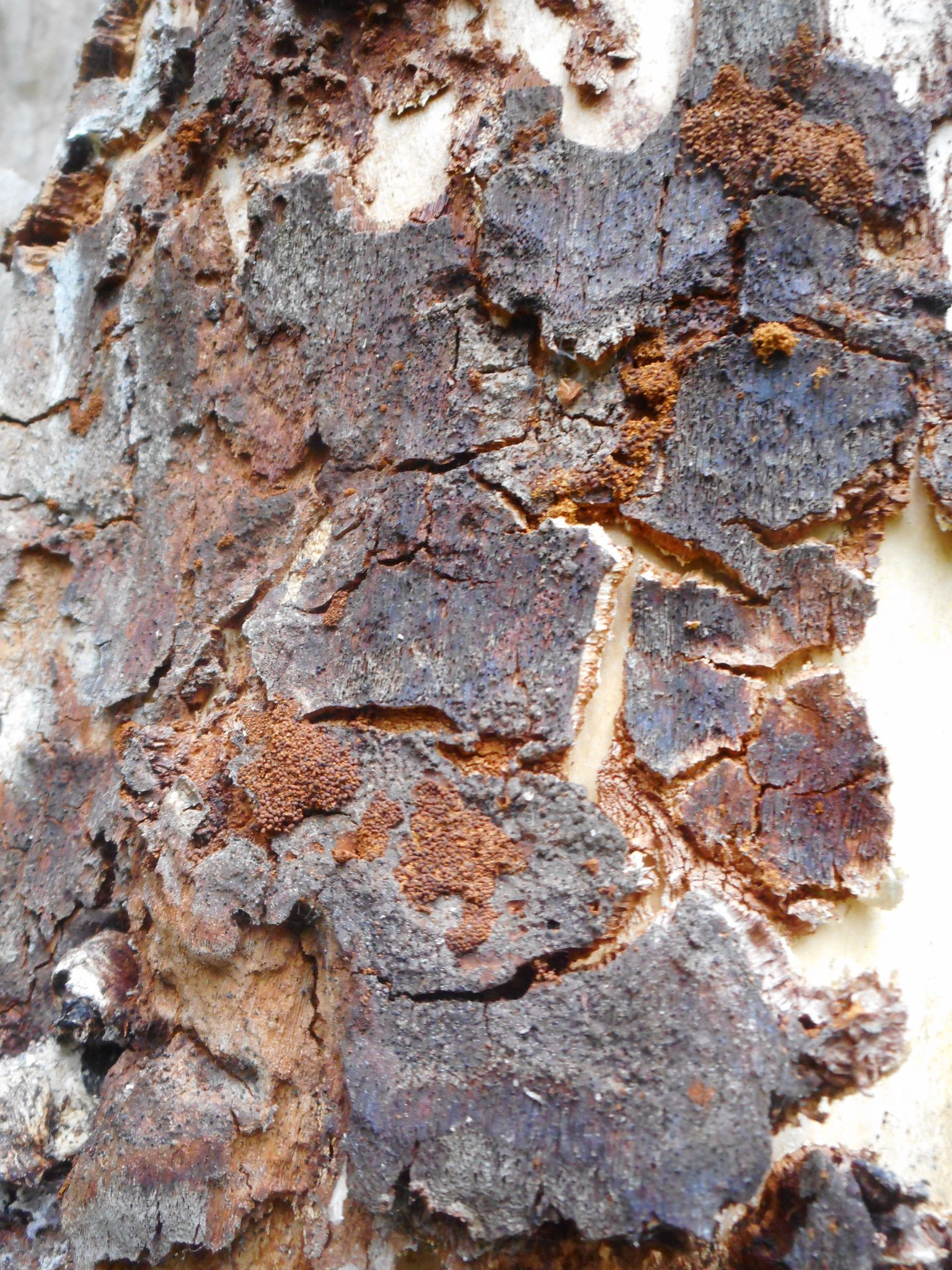
Basidiome, fructification.
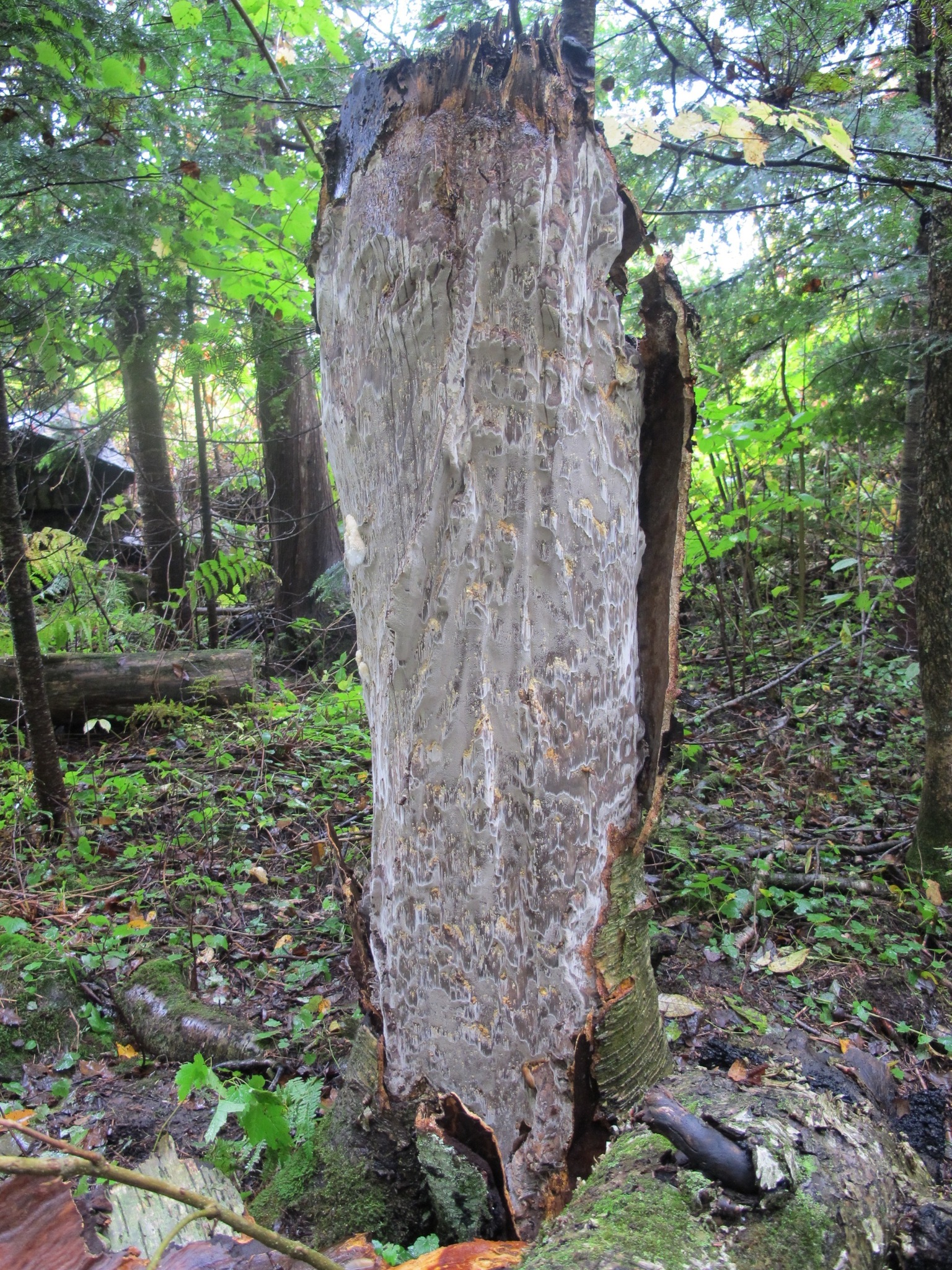
Arbre mort après fructification.
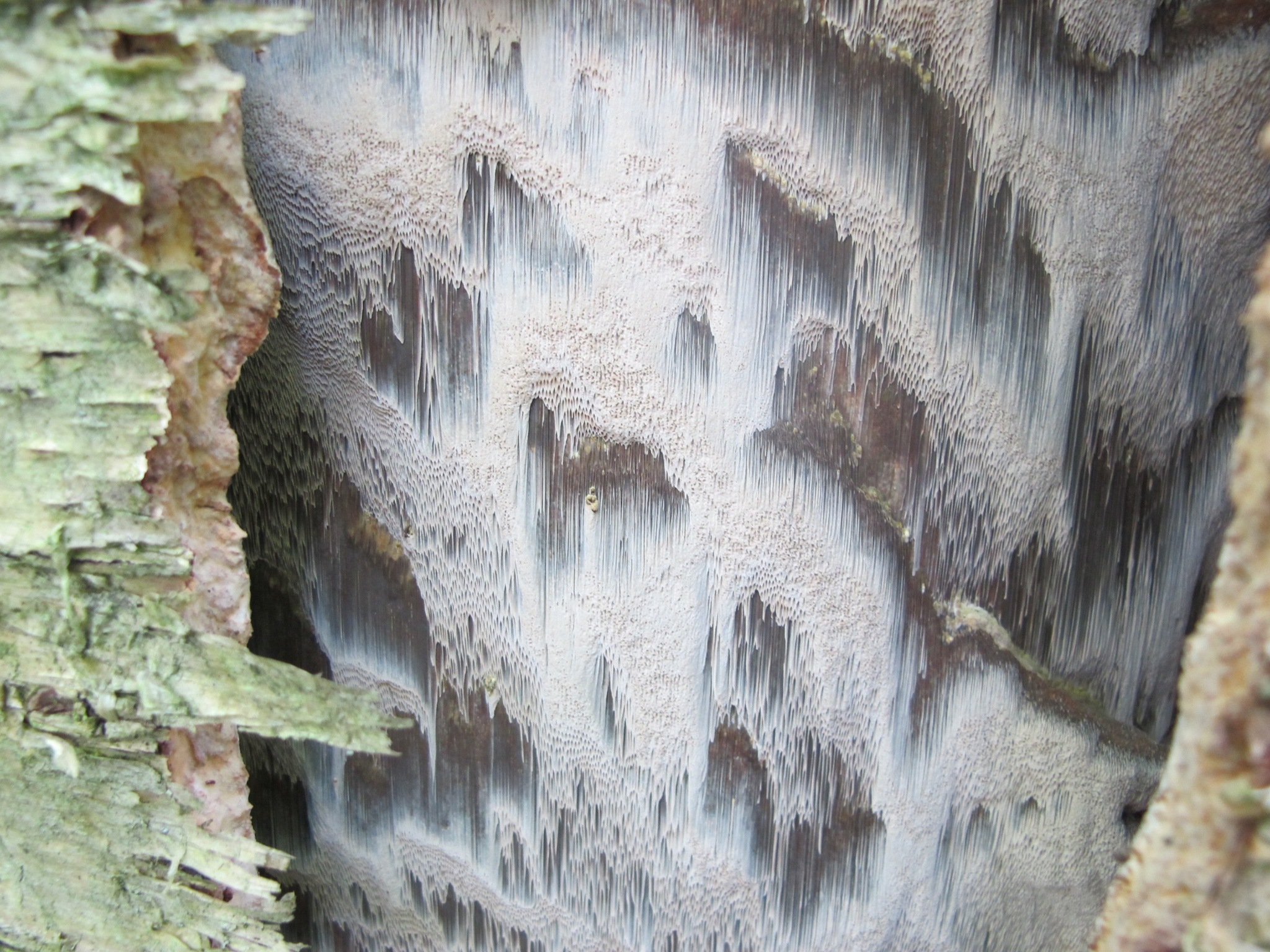
Mycélium sous l'écorce peu de temps après la fructification.
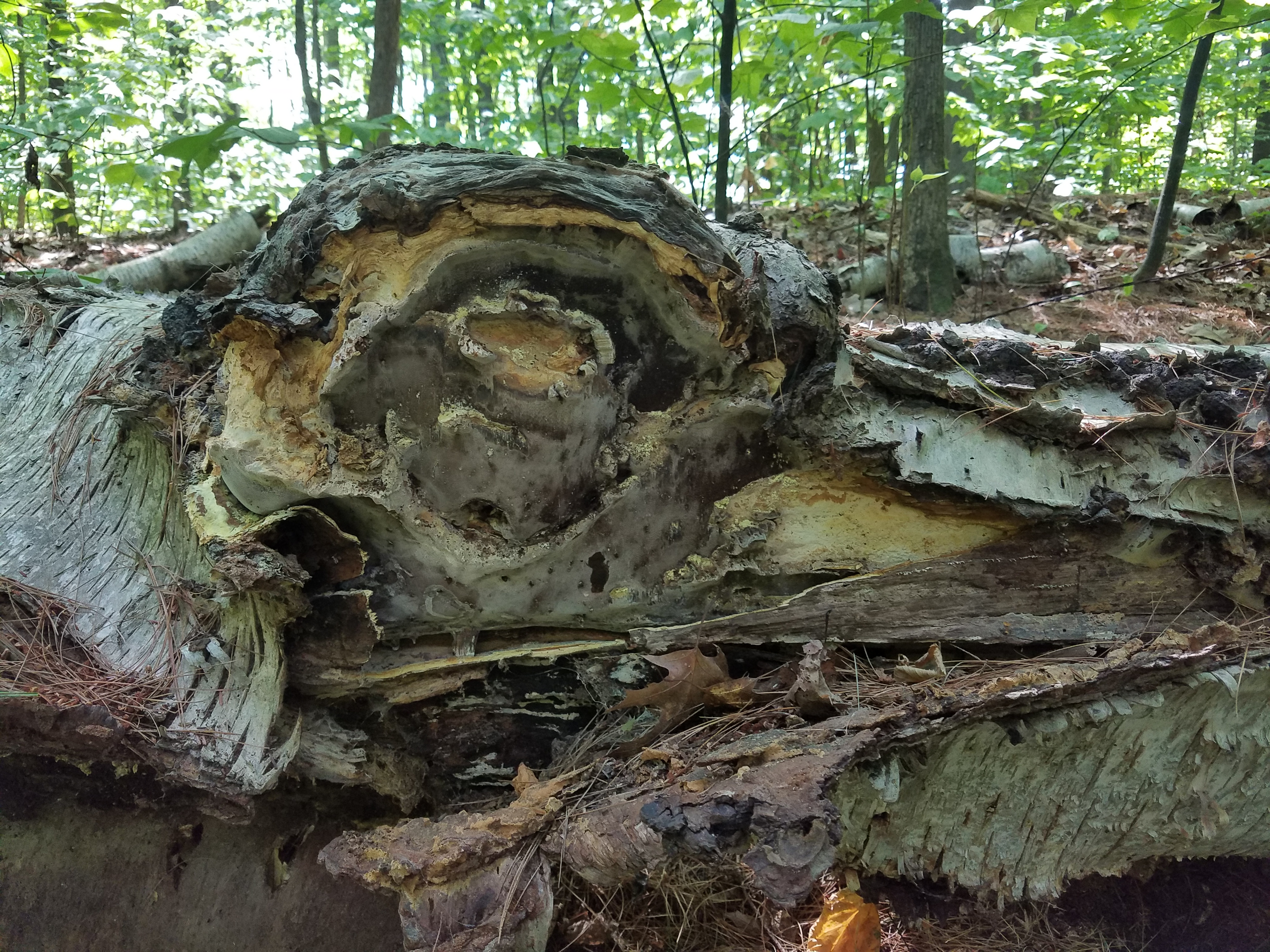
Mycélium peu de temps après la fructification.
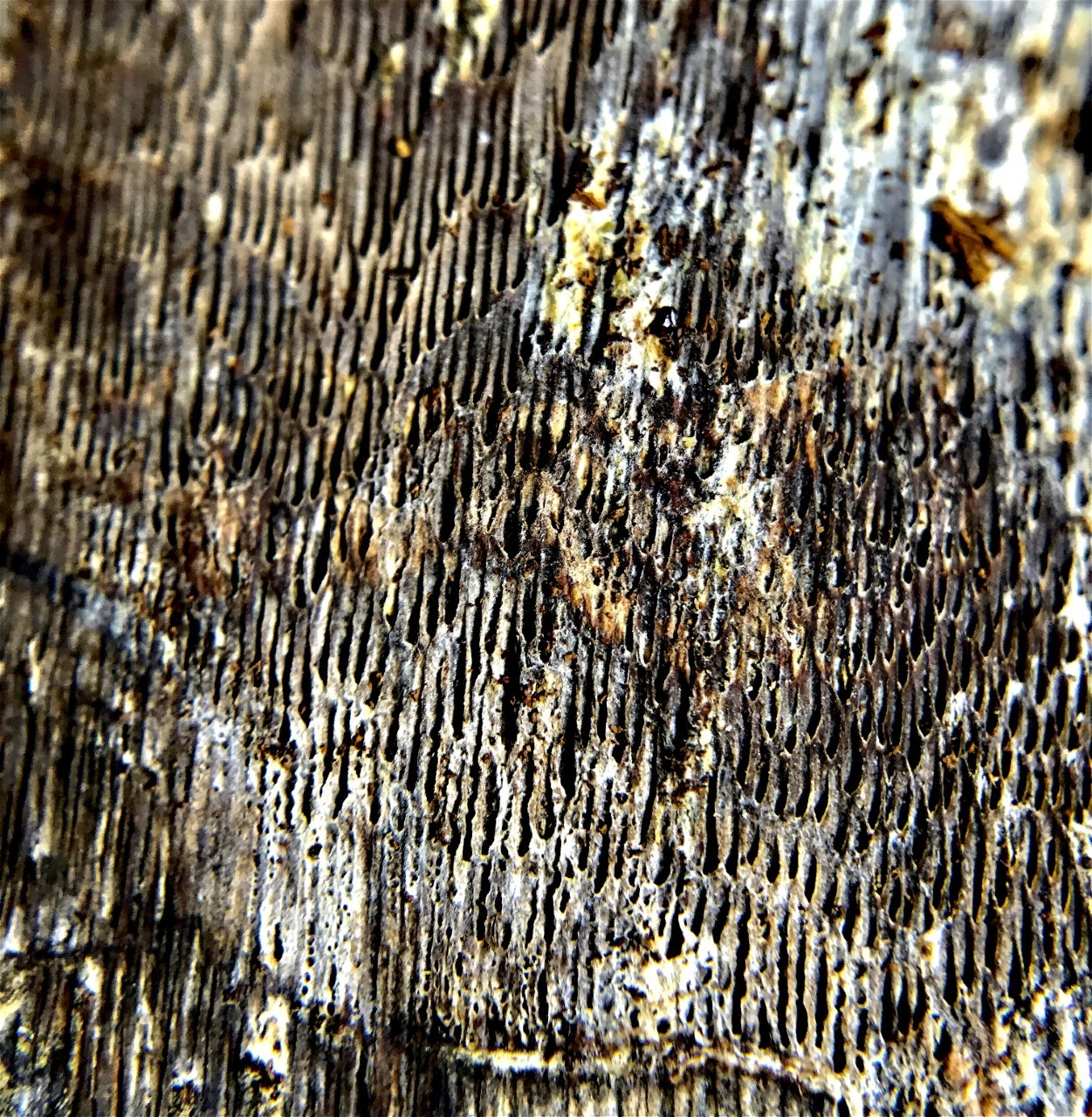
Bois dégradé après fructification.
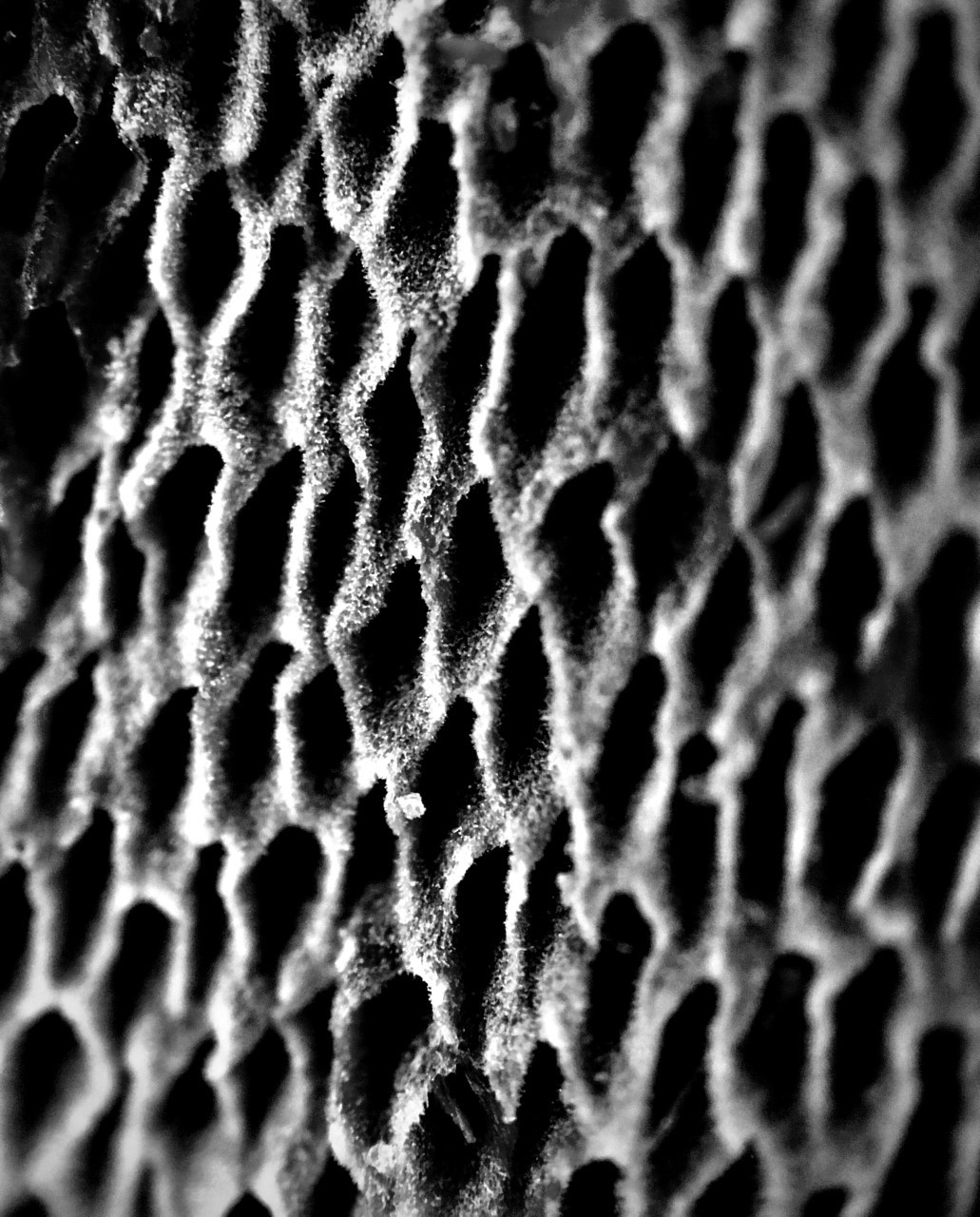
Bois dégradé.
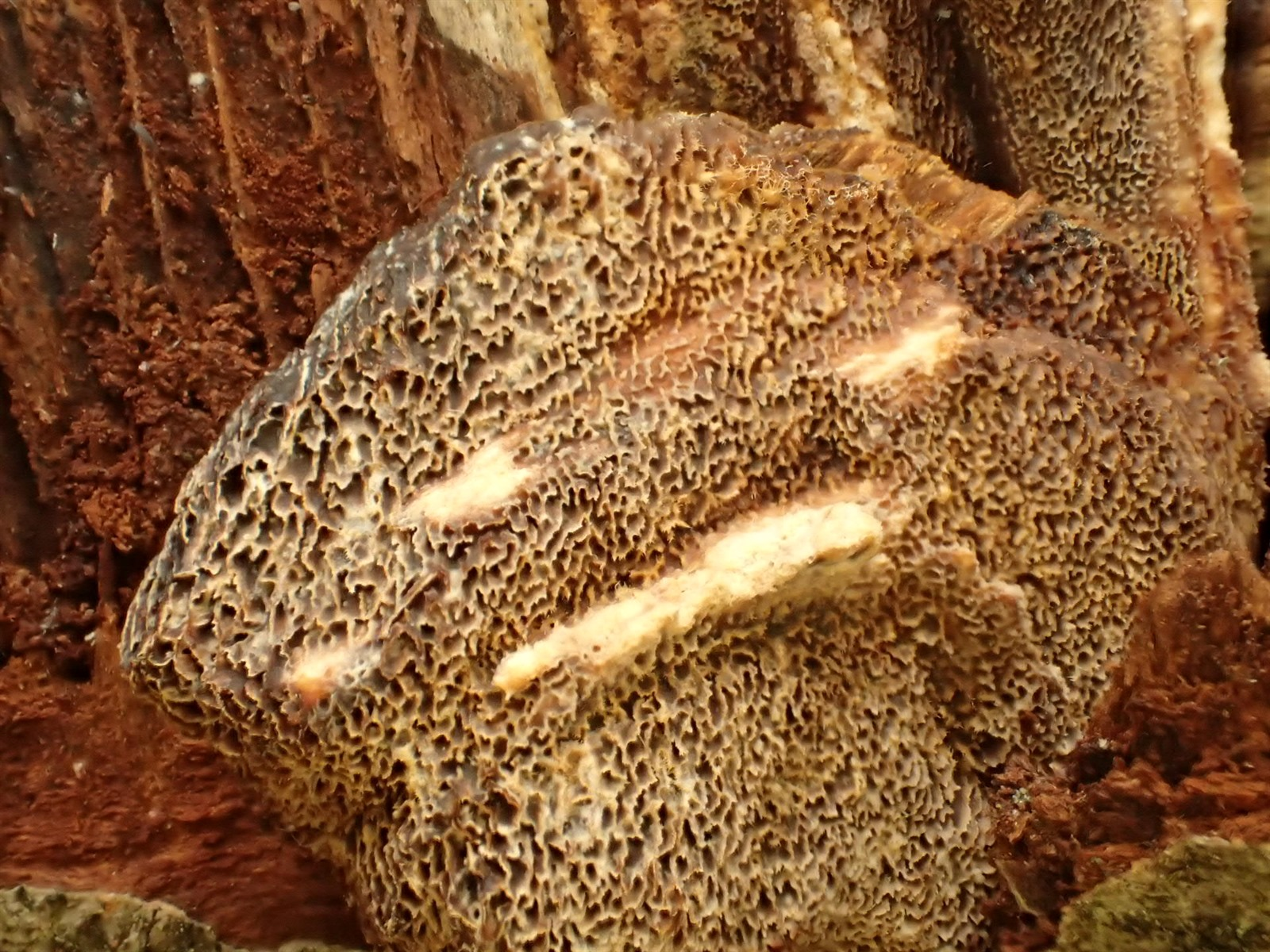
Bois dégradé.

### Impact sylvicole
Le Polypore incrusté est considéré comme un champignon phytopathogène indigène de la forêt boréale et sa présence sur un arbre conduit irrémédiablement à la mort de son hôte, le tronc étant souvent cassé à l'emplacement des chancres. Le fut de l'arbre infesté est inutilisable que ce soit en bois d'œuvre ou de feu. La stratégie de lutte des forestiers québécois est une simple prophylaxie consistant à éliminer les arbres atteints le plus rapidement possible afin de limiter le développement de basidiomes sur les arbres morts. Cependant, l'abattage des arbres infestés, leur annelage ou leur empoisonnement, et/ou la coupe des troncs en tronçons n'empêchent pas la formation du basidiome.
Selon le mycologue Paul Stamets, le Polypore incrusté pourrait présenter un potentiel en mycoremédiation ; c'est-à-dire qu'il pourrait, comme l'Amadouvier, avoir un comportement endophytique, qui par sa présence, tiendrait à distance les maladies fongiques invasives et ravageuses.

## Production

### Cueillette sauvage

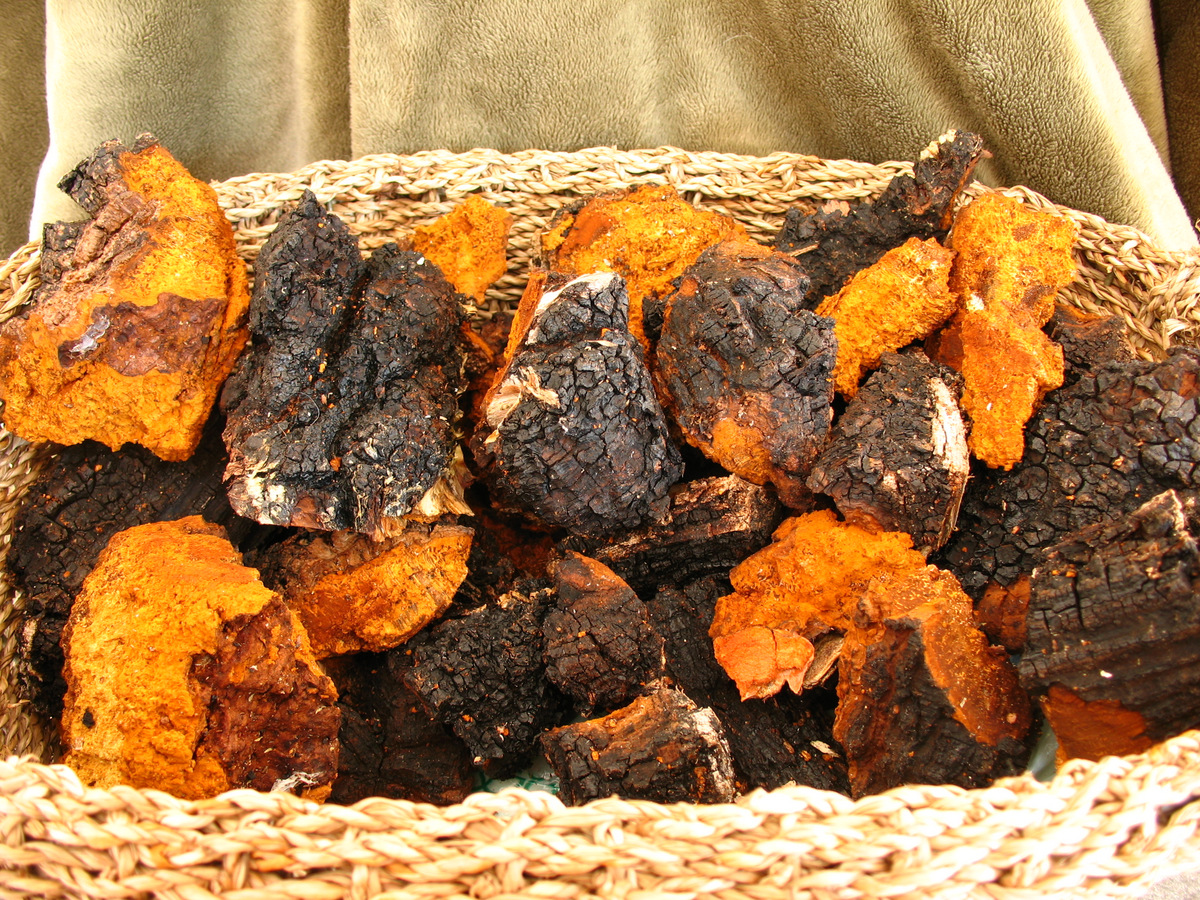
Récolte de Chaga (Terre-Neuve-et-Labrador, Canada).

Le Polypore incrusté est uniquement récolté sous sa forme de chancre, alors nommée « Chaga », essentiellement en cueillette sauvage. Il est préférable de le cueillir sur des arbres vivants ou de vieux sujets fraîchement coupés. En effet, sur les arbres secs sur pied ou tombés, sa teneur en substances utiles diminue fortement. La partie extérieure noire comportant des constituants médicinaux intéressants, le chancre devrait être récolté avec la couche externe intacte. De plus, étant donné que la totalité des études pharmacologiques portent sur des chancres ayant pour hôtes des Bouleaux et que ses principes actifs sont fortement corrélés à son hôte, il semble important de cueillir le Chaga uniquement sur cet arbre. Dur et résistant, il ne peut être retiré de l'arbre qu'au prix d'un effort important, nécessitant souvent une scie. S'il est coupé proprement, le chancre pourra se reformer trois ou quatre ans plus tard. La production de chaga en cueillette sauvage provient principalement de Russie et de Chine,.
Par rapport à ceux issus de culture, les spécimens issus de cueillette présentent de plus grandes variétés et quantités de métabolites secondaires, ceci étant dû aux conditions climatiques dans lesquels ils se développent comme le froid et les ultra-violets. Cette variabilité rend difficile la normalisation des traitements,.

### Culture
La mise en culture du Polypore incrusté est possible à condition de disposer de mycélium frais et de l'inoculer dans des rondins d'essences compatibles comme les Bouleaux, les Hêtres et les Chênes, les premiers étant préférables pour son usage médicinal. Sa technique culturale qui est proche de celle du Reishi reste à améliorer et à normaliser. Ainsi, le cœur des bouleaux peut être enrichi en différents extraits aqueux et alcooliques dont les effets sont mal maîtrisés. Sa culture n'est productive qu'à partir de la cinquième année, ce qui refroidit de nombreux potentiels producteurs. Comme pour la cueillette sauvage, les lieux principaux de culture se situent en Russie et en Chine,.
Les spécimens issus de culture présentent une plus forte activité anti-tumorale que ceux issus de cueillette. Selon les milieux de culture, les quantités et qualités de composés diffèrent, comme par exemple le cuivre qui augmente la mélanine ou les tiges de maïs qui augmentent l'action anti-oxydante des composés phénoliques,.

## Ethnomycologie

### Usage en artisanat
Sous sa forme de chancre, le Polypore incrusté est une des sources d'amadou, matériau qui sert notamment de départ de feu et à son transport. Une fois la couche extérieure enlevée, la chair est pilée afin de séparer des lanières d'hyphes, qui sont ensuite séchées pour constituer un tissu laineux fortement inflammable. Cet usage ancien, qui a permis la colonisation de la taïga par les peuples premiers, est aujourd'hui supplanté par des outils modernes comme les allumettes,.

### Usages en agriculture
En Russie, le Chaga est aussi utilisé en médecine vétérinaire où il est par exemple ajouté à la ration des porcs afin de stimuler leur croissance. Il est également utilisé comme produit phytosanitaire afin de protéger les plantes cultivées de la phytophthorose et comme stimulateur de croissance des plantes. Dans la cuisine familiale, il est aussi ajouté aux conserves de légumes et de jus de fruits. Enfin, il est parfois utilisé en arboriculture. Il a été par exemple utilisé sous forme d'onguent avec succès par un arboriculteur québécois pour soigner un chancre sur châtaignier dû à Cryphonectria parasitica.

### Usage alimentaire
L'usage alimentaire du Chaga, sous forme de soupe par exemple, est très marginal et sans intérêt. Sa valeur nutritive s'élève à 30 kcal pour 100 g de matière fraîche,.

### Usages en cosmétique
Aux États-Unis, de façon marginale, le Chaga rentre dans des produits cosmétiques d'hygiène et anti-âge,.

## Pharmacologie
Pour un article plus général, voir Champignon médicinal.

### Usages médicinaux historiques
Bien que les usages du Chaga en médecine traditionnelle en Russie et en Sibérie occidendale dateraient au moins de l'Antiquité,, les premières sources écrites indiquant son utilisation remontent à Avicenne, philosophe et médecin médiéval persan du XIe siècle. La culture orale raconte que le Grand-prince russe Vladimir II Monomaque du XIIe siècle aurait été guéri d'un cancer des lèvres grâce à ce champignon,,.

### Usages en médecine traditionnelle

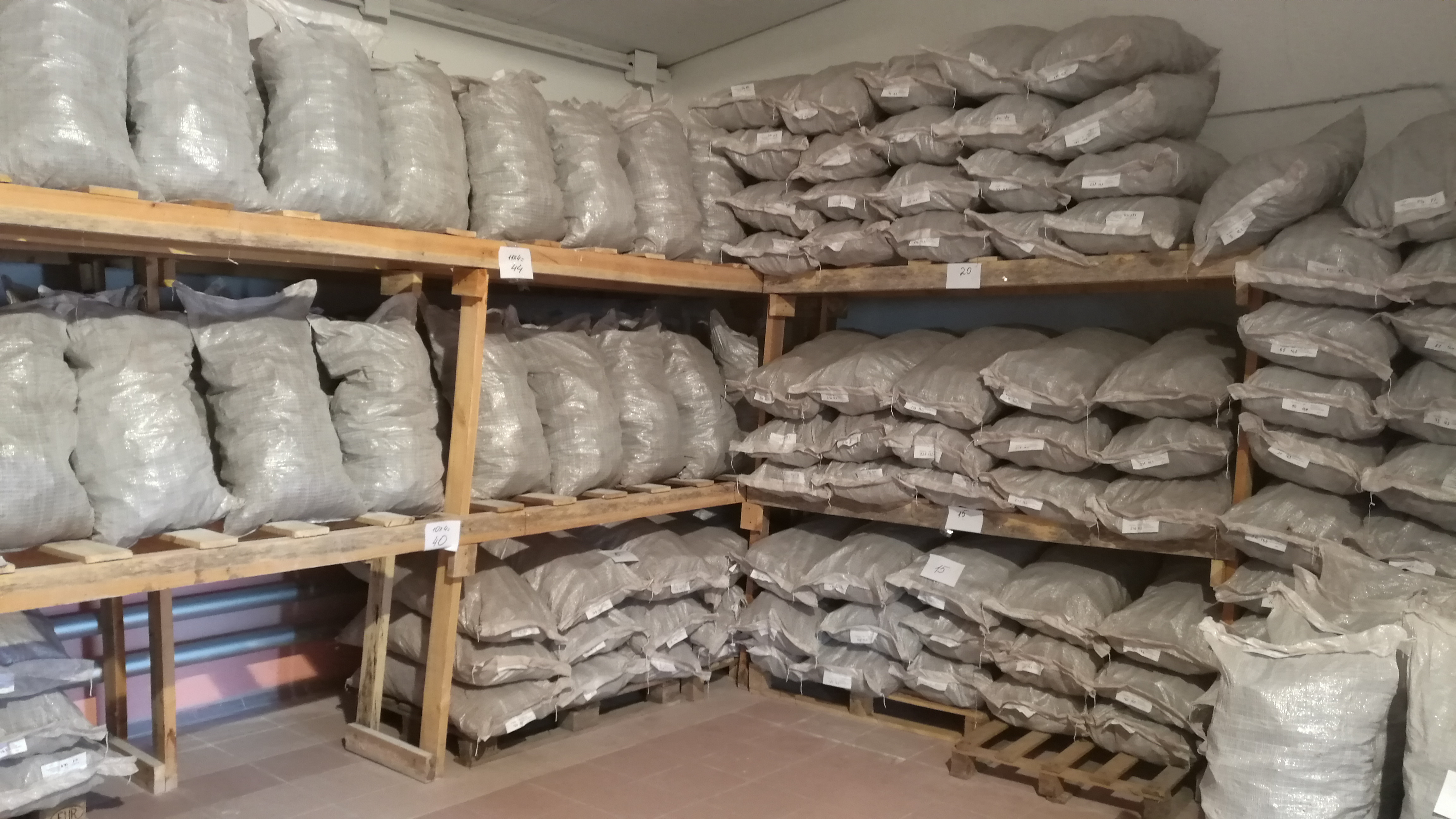
Stockage d'une récolte de Chaga (oblast de Tioumen, Russie)

Sous sa forme de chancre, le Polypore incrusté, alors nommé « Chaga », est considéré comme un champignon médicinal par certaines populations du centre et du Nord de la Russie européenne, dans les pays d'Europe de l'Est comme la Biélorussie et la Pologne, en Asie dont la Sibérie, la Corée et le Japon, ainsi que par certains peuples autochtones du Canada et d'Alaska,,,.
En Russie, le Chaga entre dans de nombreuses préparations artisanales pour un usage interne (décoctions, infusions) et externe (onguents). Réduit en poudre ou coupé en fines lamelles séchées et une fois bouilli dans de l'eau, il est consommé sous forme de boisson douce-amère chaude ou froide à l'instar d'un thé,,. Il est particulièrement utilisé sous cette forme par les chasseurs et les forestiers dans le traitement des douleurs intestinales. Ils consomment aussi cette décoction dans le but d'apaiser leur faim, d'éliminer leur fatigue, de se rafraîchir, d'améliorer leur tonus général et d'augmenter leur capacité de travail. Les soigneurs locaux proposent d'utiliser des extraits de Chaga afin de soigner des ulcères à l'estomac, de réduire la pression sanguine et de traiter les  maladies de peau. Des inhalations de fumées de chaga sont mises en place pour réduire les inflammations du système respiratoire. Réduit en poudre, il est conseillé pour traiter les plaies externes. Il est également consommé sous la forme d'eau de savon,,. Rendu incandescent dans le feu, le champignon est plongé dans de l'eau chaude qui le délite et le diffuse en rendant l'eau noire. Cette eau de savon est utilisée comme désinfectant en particulier lors des accouchements pour la mère et les nouveau-nés,. Enfin, il est jugé efficace contre le cancer. Le Chaga est alors considéré par ces populations comme non-toxique et sans contre-indications.
Les Tatars de Sibérie occidentale utilisent le Chaga dans le traitement de la tuberculose, de gastro-entérite, de maladies du foie, de maladies cardiaques et d'ascaridiose.
Certains peuples autochtones d'Amérique du Nord comme les Gitksans et les Wet'suwet'en du Nord-Ouest de la Colombie britannique ainsi que les Dena'inas du centre-Sud de l'Alaska utilisent le Chaga en moxibustion pour traiter les douleurs articulaires comme les enflures et l'arthrose. Ils s'en servent également pour préparer un thé.

### Usages pharmaceutiques

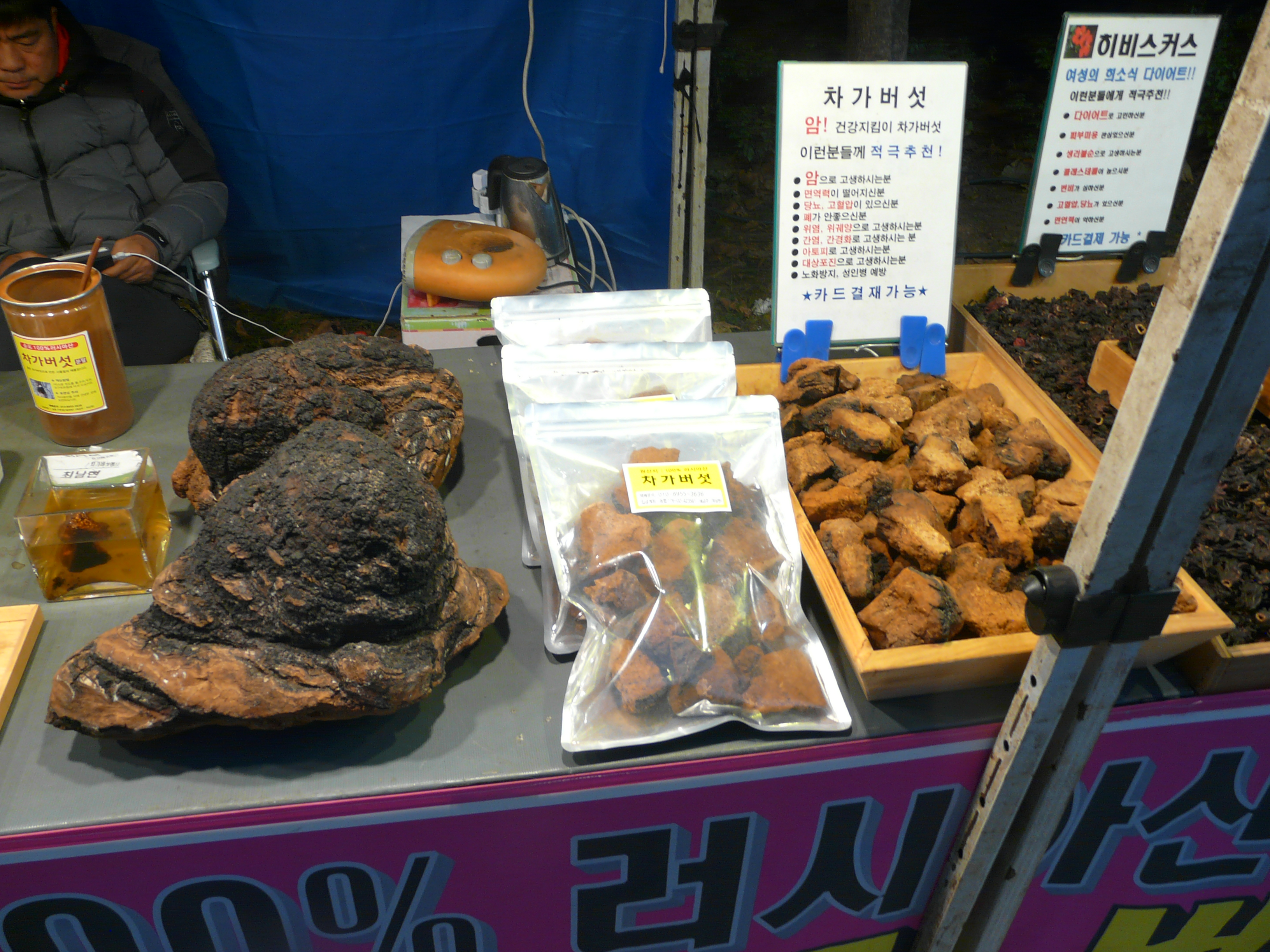
Vente de Chaga.

L'étude pharmacologique des substances actives du Chaga n'est initiée qu'au milieu du XXe siècle, lorsque la médecine populaire revendique les bienfaits médicinaux du champignon dans la recherche contre le cancer. C'est dans les années 1950 que cette drogue est introduite dans la pharmacopée d'État de l'URSS où elle est considérée comme un médicament permettant de soigner la gastrite, l'ulcère de l'estomac, les polyposes. Ses formes galéniques sont liquide, sous le nom « Infusum fungus betulinus », des comprimés, et une préparation complexe nommée « Befunginum » et composée d'un extrait fongique concentré enrichi de phosgène et de sulfate de cobalt(II),. En URSS et plus tard en Russie et en Chine, le Chaga est utilisé dans des spécialités pharmaceutiques pré-cancéreuse et anticancéreuses pour réduire les effets indésirables des chimio- et radiothérapie et potentialiser les effets cytotoxiques de la chimiothérapie,,. C'est également le cas au Japon où les propriétés antitumorales et immunomodulatrices du Chaga sont utilisées dans divers médicaments depuis 1977,.
Dans les pays occidentaux, le Chaga est commercialisé dans les pharmacies comme complément alimentaire et alicament,,. En Europe, aucune restriction légale à l'importation n'existe du fait de son usage ancien, et, à cause des difficultés à normaliser ses constituants, ses procédés de transformations et ses modes de conservation, le cadre de sa commercialisation n'est pas clairement défini. De ces faits et de l'absence d'essais cliniques sur l'humain, il n'existe pas d'applications médicamenteuses en France, comme aux États-Unis.

### Constituants
Le Chaga de Bouleau est notamment constitué d'hétéro-polysaccharides solubles et insolubles dans l'eau, de polysaccharides liés à des protéines, de stérols, de triterpènes tels que le lanostérol et l'inositol (une vitamine B), de bétuline, d'acide bétulinique et de peroxydes d'ergostérol. Les protéines sont plus nombreuses dans le mycélium que dans le chancre. La partie externe noire concentre de la mélanine et lorsque le chancre récolté a pour hôte le Bouleau, elle contient au moins 30 % de bétuline alors que la chair est plus riche en lanostanes,,,,,[source secondaire nécessaire].

### Propriétés thérapeutiques
Une revue publiée en 2024 des articles scientifiques traitant des propriétés thérapeutiques du Chaga de bouleau conclut que « la recherche moderne fournit des preuves scientifiques des propriétés thérapeutiques des extraits, notamment des activités anti-inflammatoires, antioxydantes, anticancéreuses, antidiabétiques, anti-obésité, hépatoprotectrices, néphroprotectrices, antifatigue, antibactériennes et antivirales. ». Cette revue rapporte aussi les effets de composants actifs du Chaga sur les pathologies (triterpénoïdes par rapport aux effets sur le cancer ; polysaccharides ; phénols et flavonoïdes)  et s'intéresse aussi à l'efficacité de différentes méthodes utilisées pour obtenir un extrait utilisable. Ces conclusions sont globalement confirmées par une autre revue de 2024 qui conclut que l'examen des articles scientifiques publiés « démontre les propriétés multiformes du Chaga, notamment ses remarquables effets anticancéreux, antioxydants, antidiabétiques, anti-inflammatoires, antimicrobiens et immunomodulateurs. »

### Contre-indications
Les effets secondaires observés du Chaga sont rares. Seuls les cristaux d'oxalate ont provoqués des coliques néphrétiques lors d'une consommation importante,. Cependant, les interactions avec d'autres médicaments ne sont pas suffisamment connues, notamment avec les anti-diabétiques, anticoagulants et anti-inflammatoires,,.

#### Ouvrages
- Bruno Boulet, Les champignons des arbres de l'est de l'Amérique du Nord, Québec, Les Publications du Québec, 2003, 744 p. (ISBN 9782551196128)
- (it) Annarosa Bernicchia, Polyporaceae, Edizioni Candusso, coll. « Fungi Europaei », 2005, 808 p. (ISBN 978-88-901057-5-3)
- (en) Paul Stamets, Mycelium running : how mushrooms can help save the world, Ten Speed Press, 2005, 362 p. (ISBN 978-1-58008-579-3)

#### Articles
- (en) Robert A. Blanchette, « Progressive stages of discoloration and decay associated with the canker-rot fungus, Inonotus obliquus, in birch. », Phytopathology, vol. 72, no 10,‎ 1982, p. 1272-1277 (lire en ligne)
- (en) Mikhail E. Balandaykin et Ivan V. Zmitrovich, « Review on Chaga Medicinal Mushroom, Inonotus obliquus (Higher Basidiomycetes): Realm of Medicinal Applications and Approaches on Estimating its Resource Potential », International Journal of Medicinal Mushrooms, vol. 17, no 2,‎ 2015, p. 95–104 (ISSN 1521-9437, DOI 10.1615/IntJMedMushrooms.v17.i2.10, lire en ligne)
- Jessica Eloy, « Les polypores médicinaux du bouleau : Inonotus obliquus & Piptoporus betulinus », thèse de doctorat en pharmacie,‎ juin 2016 (lire en ligne) (accès réservé)